# 1912-es Tour de France
Az 1912-es Tour de France a francia kerékpárverseny tizedik  kiírása. 1912. június 30-án kezdődött, Párizs-ból indult a mezőny és július 28-án ért véget,  
Párizsban. Az útvonal megegyezett az előző évivel, a pontrendszeren váltóztattak, az első hét beérkezők közül az együtt befutók azonos pontszámot kaptak, a nyolcadiktól minden célba érő 10,5 pontot kapott. Stéphanois Panel kísérletezett egy sebességváltós kerékpárral, ezt azonban megtiltotta a Tour vezetősége és 1937-ig nem is használhattak ilyet a versenyzők.
Az Alcyon csapat első számú versenyzője 1911 győztese, Gustave Garrigou lett, a csapat a Tour de Belgium győztes Odile Defrayet szerződtette mellé segítőnek, a verseny elején nyilvánvalóvá vált hogy Defraye jobb formában van, így ő lett a csapat favoritja. A belga kerekes és az 1910-es győztes Lapize küzdött az Alpokban az első helyért. A hatodik szakaszon az útra szórt szögek miatt, Defraye defektet kapott és a nyertes Lapizzel együtt állt az összetett verseny élén. A Col de Portet d'Aspet hegyi szakaszt Defraye nyerte meg. A belga kerékpárosok, csapattól függetlenül mind Defrayt támogatták ezért a La Française csapat Lapiz, Charles Crupelandt és Marcel Godivie tiltakozásul visszalépett a versenyből.
Eugène Christophe három egymásutáni szakaszt nyert, köztük a másik legendás hegyet, a Galibiert is tartalmazta, közben felállítót egy rekordot is 315 kilométeren haladt egyedül a verseny élén. A befejező sík szakaszokon a sprinter Defraye biztosan tartotta vezető helyét és első belgaként nyerte meg a Tuor de Francet.

## Szakaszok
| Szakasz | Időpont   | Végpontok           | Jellege       | Hossz (km) | Szakaszgyőztes           | Összetett első                                |
| ------- | --------- | ------------------- | ------------- | ---------- | ------------------------ | --------------------------------------------- |
| 1       | június 30 | Párizs–Dunkerque    | Sík szakasz   | 351        | Charles Crupelandt (FRA) | Charles Crupelandt (FRA)                      |
| 2       | július 2  | Dunkerque–Longwy    | Sík szakasz   | 388        | Odile Defraye (BEL)      | Vicenzo Borgarello (ITA)                      |
| 3       | július 4  | Longwy–Belfort      | Hegyi szakasz | 331        | Eugène Christophe (FRA)  | Odile Defraye (BEL)                           |
| 4       | július 6  | Belfort–Chamonix    | Hegyi szakasz | 344        | Eugène Christophe (FRA)  | Odile Defraye (BEL)                           |
| 5       | július 8  | Chamonix–Grenoble   | Hegyi szakasz | 366        | Eugène Christophe (FRA)  | Odile Defraye (BEL) · Eugène Christophe (FRA) |
| 6       | július 10 | Grenoble–Nizza      | Hegyi szakasz | 323        | Octave Lapize (FRA)      | Odile Defraye (BEL) · Octave Lapize (FRA)     |
| 7       | július 12 | Nizza–Marseille     | Hegyi szakasz | 334        | Odile Defraye (BEL)      | Odile Defraye (BEL)                           |
| 8       | július 14 | Marseille–Perpignan | Sík szakasz   | 335        | Vicenzo Borgarello (ITA) | Odile Defraye (BEL)                           |
| 9       | július 16 | Perpignan–Luchon    | Hegyi szakasz | 289        | Odile Defraye (BEL)      | Odile Defraye (BEL)                           |
| 10      | július 18 | Luchon–Bayonne      | Hegyi szakasz | 326        | Louis Mottiat (BEL)      | Odile Defraye (BEL)                           |
| 11      | július 20 | Bayonne–La Rochelle | Sík szakasz   | 379        | Jean Alavoine (FRA)      | Odile Defraye (BEL)                           |
| 12      | július 21 | La Rochelle–Brest   | Sík szakasz   | 470        | Louis Heusghem (BEL)     | Odile Defraye (BEL)                           |
| 13      | július 24 | Brest–Cherbourg     | Sík szakasz   | 405        | Jean Alavoine (FRA)      | Odile Defraye (BEL)                           |
| 14      | július 26 | Cherbourg–Le Havre  | Sík szakasz   | 361        | Vicenzo Borgarello (ITA) | Odile Defraye (BEL)                           |
| 15      | július 28 | Le Havre–Párizs     | Sík szakasz   | 317        | Jean Alavoine (FRA)      | Odile Defraye (BEL)                           |

## Összetett eredmények
| 1                       | Odile Defraye (BEL)     | Alcyon      | 49  |
| 2                       | Eugène Christophe (FRA) | Armor       | 108 |
| 3                       | Gustave Garrigou (FRA)  | Alcyon      | 140 |
| 4                       | Marcel Buysse (BEL)     | Peugeot     | 147 |
| 5                       | Jean Alavoine (FRA)     | Armor       | 148 |
| 6                       | Philippe Thys (BEL)     | Peugeot     | 148 |
| 7                       | Hector Tiberghien (BEL) | Griffon     | 149 |
| 8                       | Henri Devroye (BEL)     | Le Globe    | 163 |
| 9                       | Félicien Salmon (BEL)   | Peugeot     | 166 |
| 10                      | Alfons Spiessens (BEL)  | J.B. Louvet | 167 |
| 131 índúló 41 célba érő |                         |             |     |

## Hegyi befutó
| Szakasz | Hegy             | Magasság | Versenyző                       | Ország        |
| ------- | ---------------- | -------- | ------------------------------- | ------------- |
| 3       | Ballon d'Alsace  | 1178     | Odile Defraye                   | Francia       |
| 4       | Faucille         | 1323     | Oscar Egg                       | Svájc         |
| 5       | Aravis           | 1498     | Eugéne Christophe               | Francia       |
| 5       | Télégraphe       | 1670     | Eugéne Christophe               | Francia       |
| 5       | Galibier         | 2556     | Eugéne Christophe               | Francia       |
| 5       | Lautaret         | 2058     | Eugéne Christophe               | Francia       |
| 6       | Côte de Laffrey  | 900      | Odile Defraye                   | Belga         |
| 6       | Col Bayard       | 1246     | Octave Lapize                   | Francia       |
| 6       | Allos            | 2250     | Octave Lapize                   | Francia       |
| 7       | Col de Castillon | 706      | Giovanni Cocchi                 | Olasz         |
| 7       | Col de Braus     | 1002     | Giovanni Cocchi                 | Olasz         |
| 9       | Port             | 1249     | Eugéne Christophe               | Francia       |
| 9       | Portet d'Aspet   | 1069     | Odile Defraye                   | Belga         |
| 9       | Ares             | 797      | Odile Defraye                   | Belga         |
| 10      | Peyresourde      | 1569     | Eugéne Christophe               | Francia       |
| 10      | Aspin            | 1498     | Louis Mottiat                   | Belga         |
| 10      | Tourmalet        | 2115     | Odile Defraye                   | Belga         |
| 10      | Soulor           | 1474     | Eugéne Christophe               | Francia       |
| 10      | Aubisque         | 1709     | Louis Mottiat Eugéne Christophe | Belga Francia |